# 張紀中
張 紀中（ジャン・ジージョン、簡体字: 张纪中、拼音: Zhāngjìzhōng、1951年8月23日 - ）は、中国山東省煙台市生まれのドラマプロデューサー。現・中国中央電視台（CCTV）中国ドラマ制作センター・チーフプロデューサー。中華圏で圧倒的な人気を誇る金庸作品のドラマ化を多数手がけている。また、ドラマや映画に出演することもある。

## プロフィール
文化大革命のときは山西省に下放される。その後、陝西省の演劇団に入団。1991年、山西電視台から中国中央電視台に出向し『三国志演義』の制作主任を担当する。これがヒットし、知名度が一気に向上する。2004年、『天龍八部』で中国電視金鷹奨を受賞、2011年には『西遊記』で中国電視劇産業20年群英盛典の「突出貢献人物」の称号を獲得した。

## プロデュース作品
金庸作品
- 笑傲江湖（2001年）
- 射鵰英雄伝（2003年）
- 天龍八部（2004年）
- 神鵰侠侶（2006年）
- 碧血剣（2007年）
- 鹿鼎記〈新版〉（2008年）
- 倚天屠龍記（2009年）

梁羽生作品
- 大唐游侠伝（2008年）

その他
- 降妖羅漢（監督作品）
- 三国志演義（1994年）
- 水滸伝〜永遠なる梁山泊（1998年）
- 藍色妖姫（2000年）
- 激情燃焼的歳月（2002年）
- 青衣（2002年）
- 海難〜Beach（2003年）
- 民工（2005年）
- 呂梁英雄伝（2007年）
- 孫子兵法（2009年）
- 西遊記（2011年）

## 出演作品
- 笑傲江湖 （2001年） - 王元覇
- 射鵰英雄伝（2003年） - 王重陽
- プライド 小魚児与花無缺（2005年）
- 神鵰侠侶（2006年） - 耶律楚材
- 阿宝的故事（2006年）